# مقاتلة طوارئ
مقاتلة الطوارئ هي طائرة مصممة أو معدلة للاستخدام كطائرة مقاتلة خلال فترة الطوارئ في الحرب. على الرغم من أنها مفيدة كمفهوم أو تعريف واسع، إلا أنه ليس من السهل جعل فئة مقاتلة الطوارئ واضحا، حيث يتم إنتاج العديد من تصميمات الطائرات تحت الضغط في زمن الحرب، والطائرات التي تم تكييفها على عجل للاستخدام كمقاتلات. 

## السياق
قد تكون الأزمة التي أدت إلى مقاتل الطوارئ اندلاع الحرب المفاجئة، مما أدى إلى بلد يفتقر إلى الطائرات المقاتلة الكافية. كان هذا هو الحال بالنسبة لأستراليا في بداية حرب المحيط الهادئ في الحرب العالمية الثانية. مع التزام كل من المملكة المتحدة والولايات المتحدة الأمريكية بقدرتها الإنتاجية لتزويد احتياجاتهم الخاصة  كان عليهم إنشاء تصميم محلي خاص بهم مما أدى إلى الكومنولث بوميرانج. 
ربما تم إنتاج مقاتل طوارئ لتلبية الحاجة إلى نوع معين من الطائرات المقاتلة. على سبيل المثال، استخدم سلاح الجو الملكي البريطاني قاذفات بريستول بلينهايم الخفيفة التي تم تحويلها بسرعة على أنها مقاتلات ثقيلة بمحركين.  ربما أدى نقص المواد الناشئ في سياق الصراع إلى تجارب مع أنواع جديدة من المقاتلين، مثل VL Humu الفنلندية، التي كانت تعتمد على  بروستر اف2 اي بوفالو الأمريكية، ولكن مع استخدام نسبة أعلى من الخشب في بنائها. 
تم تصميم مقاتلات الطوارئ أيضًا على نطاق ضيق في حالة الأزمات، على أمل أن تتمكن طائرة جديدة من تغيير حظوظ الدولة. أشهرها كانت بلا شك طائرة هاينكل هي 162 الألمانية. 
تعود العديد من الأمثلة على مفهوم مقاتلة الطوارئ إلى الحرب العالمية الثانية. في هذا الصراع العالمي، ظهرت حالات الطوارئ الوطنية الاستراتيجية في العديد من الدول بسبب الحرب الشاملة. في الوقت نفسه، كانت تصاميم المقاتلات لا يزال بسيطًا بما فيه الكفاية لدرجة أن الطائرة المصممة والمنتجة في غضون أشهر لديها بعض الفرص لتكون فعالة. 

## قائمة المراجع
- Dorr, Robert F and Donald, David (1990) “Fighters of the United States Air Force”, Aerospace Publishing, (ردمك 0-600-55094-X)
- Gunston, Bill (2001), The Illustrated Directory of Fighting Aircraft of World War II, Salamander, (ردمك 1-84065-092-3)
- Lake, Jon (1998), “Blenheim Squadrons of World War II”, Osprey Publishing, (ردمك 1-85532-723-6)
- Mondey, David (1982), “The Hamlyn Concise Guide to British Aircraft of World War II”, Bounty Books, (ردمك 978-0-7537-1462-1)
- Mondey, David (1984), The Concise Guide to Axis Aircraft of World War II, Chancellor Press, (ردمك 1-85152-966-7)
- Townshend Bickers, Richard (1990, The Battle of Britain, Salamander, (ردمك 0-86101-477-4)